# Jan Davidsz. de Heem
Jan Davidsz. de Heem nebo Jan Davidszoon de Heem, také Johannes de Heem či Johannes van Antwerpen či Jan Davidsz de Hem (kolem 17. dubna 1606 v Utrechtu – před 26. dubnem 1684 v Antverpách), byl malířem zátiší, pracoval hlavně v Utrechtu a Antverpách. Je významným představitelem tohoto žánru v nizozemském i vlámském barokním malířství.

## Životopis
De Heem se narodil v městě Utrecht. Jeho rodné jméno bylo Johannes van Antwerpen. Studoval nejprve u svého otce Davida de Heema staršího (1570–1631), poté u Balthasara van der Asta. Přibližně mezi lety 1625 až 1629 žil v Leidenu, kde v roce 1629 studoval u Davida Baillyho (1584 – kolem 1657). V roce 1635 nebo 1636 se přestěhoval do jižního Nizozemska do Antverp, kde se připojil se ke sdružení malířů Cech svatého Lukáše. V Antverpách se stal v roce 1637 řádným měšťanem. Ve městě byl často nepřítomný, což je doloženo pokutami, které za to musel zaplatit. Jeho pozoruhodný talent mu získal značnou reputaci, byl tak žádaným umělcem, že nebyl schopen uspokojit poptávku. De Heem byl považován za jednoho z největších malířů své doby, a také byl velmi dobře placený. Jeho Portrét Viléma III. Oranžského, obklopený kartuší z květin a ovoce byl prodán za 2000 guldenů, což byla jedna z nejvyšších cen zaplacená v té době za obraz. Jeho synové s ním spolupracovali v jeho dílně na zakázkách na nové obrazy.

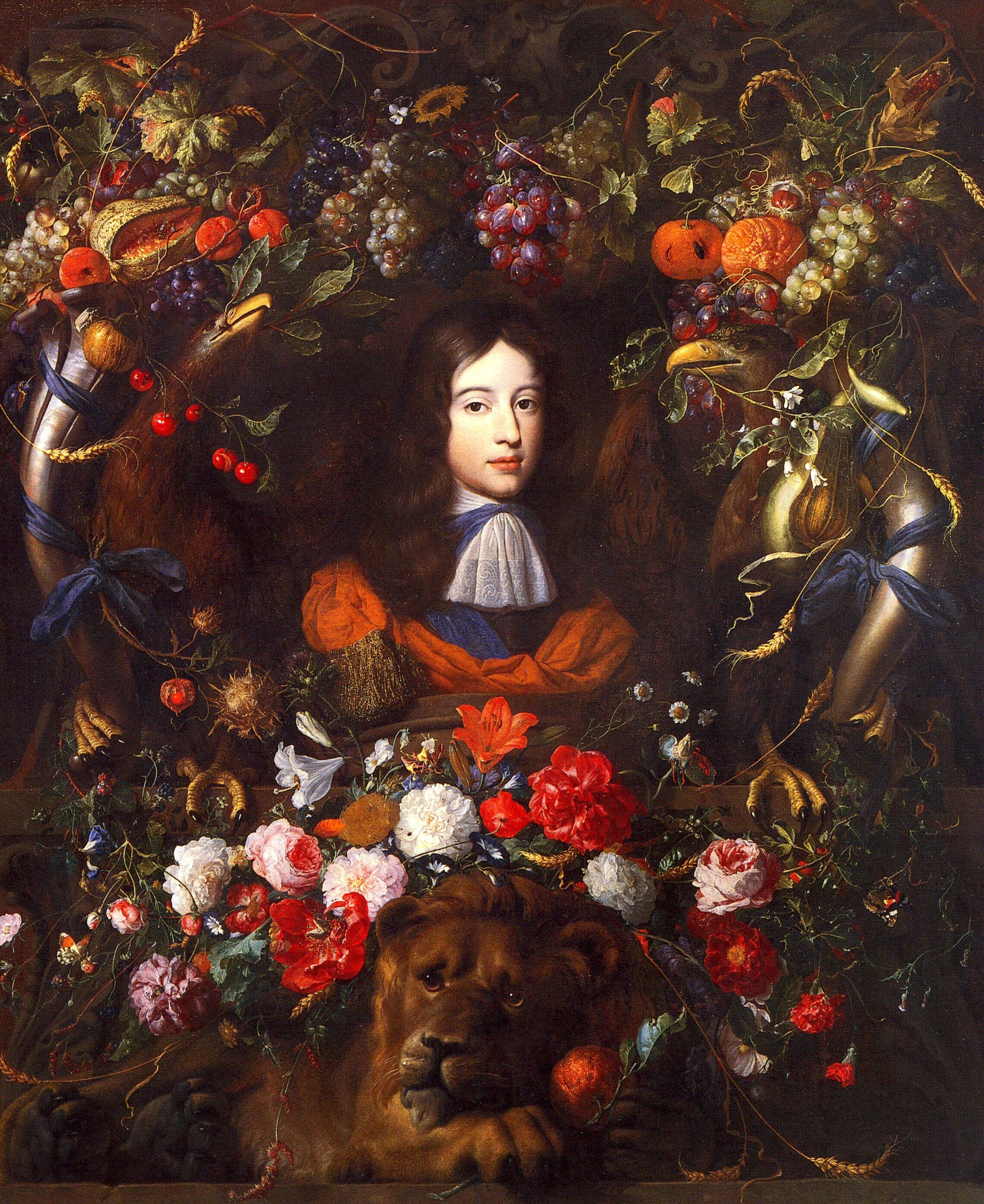
Portrét Viléma III. Oranžského, v květinovém věnci, se symbolem domu Orange, jako válečná kořist převezen do Francie roku 1795, kde obraz zůstal.

De Heem jejich práci upravoval a následně ji svým jménem. podepisoval. V Antverpách zůstal do roku 1667, poté se přestěhoval zpět do Utrechtu. Tam je uveden v záznamech od roku 1668 k 1671. V roce 1671, když se francouzská vojska blížila k městu, De Heem Utrecht opustil. Není známo, kdy se vrátil do Antverp, ale jeho smrt je zaznamenána v cechovních knihách.
Van Heem se oženil dvakrát, nejprve s Alettou van Weede, měli spolu tři děti, všechny svou matku přežily, zemřela v roce 1643. Z jednoho z nich se stal uznávaný malíř zátiší, Cornelis de Heem. Podruhé se oženil v roce 1644 s Annou Catherinou Ruckers, se kterou měl šest dalších dětí. Jedním z nich byl Jan Janszoon de Heem, který se také stal malířem zátiší. Kromě dvou svých synů měl několik žáků: Michiel Verstylen, Alexander Coosemans, Thomas de Klerck, Lenaert Rougghe, Theodor Aenvanck, Andries Benedetti, Elias van den Broeck, Jacob Marrel, Hendrik Schoock a Abraham Mignon.

## Dílo

Jan Davidsz de Heem, Váza s květinami, 1660, část sbírky Barona Lionela Nathan de Rothschild. Zakoupeno National Gallery of Art v roce 1961.

De Heem byl jedním z největších malířů zátiší v Nizozemsku, který kombinoval brilanci a harmonii barev spolu s přesným vykreslením objektů: maloval květiny všech druhů; evropské a tropické ovoce; humry a ústřice; motýli a můry; kámen a kov; hlemýždě a mušle.
Maloval nejen ovoce, vanitas zátiší a květiny. Je velmi známý také svými obrazy ukazujícími zdobná až luxusní zátiší, takzvaný pronkstilleven. Pronkstilleven je styl zátiší nazývaný 'ozdobený' nebo 'přepychový', který byl vyvinut v polovině 17. století v Antverpách odkud se rychle rozšířil. Některé z jeho děl jsou projevy hojnosti; jindy jde o feston nebo obrázky tzv. nosegay – tedy květiny nebo malé kytice, určené k darování či k ozdobě oděvu.
Často svými tématy sděloval mravní motto: had ležící v trávě; lebka na kvetoucí rostlině. Zlaté a stříbrné pohárky nebo korbely naznačují marnost pozemského majetku. Spasení je viděno alegoricky jako kalich uprostřed květů a smrt jako krucifix ve věnci. Někdy de Heem maloval, sám nebo s ostatními, obrazy Madony nebo portréty v girlandách z ovoce nebo květin.
Jeho podpis se často lišil: jeho iniciály (J. De Heem f.), nebo Johannes (IOANNES DE HEEM F.), nebo jméno jeho otce navazující na jeho vlastní (J. D. De Heem f.). Občas poskytl i datum (např. A. i65i), zejména se svými nejlepšími pracemi.

## Sbírky

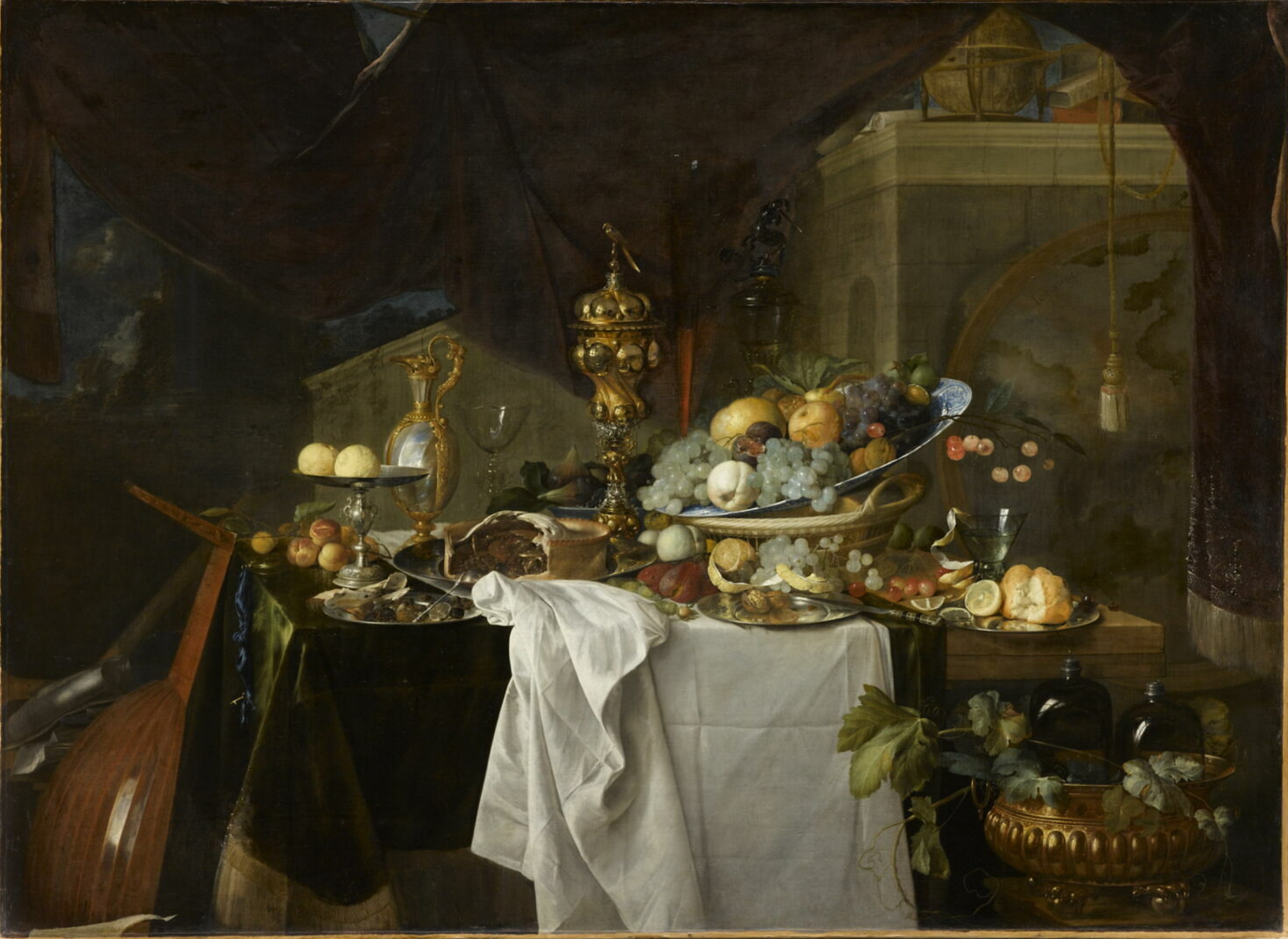
Jan Davidsz. de Heem, Zátiší, Tabule s dezerty, 1640

Ze stovky nebo více jeho obrazů z evropských galerií je datováno pouze 18. Raná práce ukazuje zátiší s lahví, stříbrným pohárem a citrony na mramorovém stole, datovaný 1640, je v Rijksmuseum v Amsterdamu. Podobná práce z roku 1645, s přidáním ovoce, květin a vzdálené krajiny, je na zámku v Longfordu. Kalich ve věnci, se zářící kyticí mezi pšeničnými snopy, hrozny a květinami, je mistrovským dílem z roku 1648 a je v paláci Belvedere ve Vídni. Obraz Madony ve věnci v životní velikosti z roku 1650 v berlínském muzeu dokazuje, že de Heem uměl i ve velkém měřítku jasně a harmonicky malovat.
V Alte Pinakothek v Mnichově je slavné dílo z roku 1653, na kterém se popínavé rostliny mísí krásně s tykvemi, ostružinami, pomeranči, myrtou a broskvemi. Obraz dále oživují motýli, můry a brouci. Krajina s kvetoucím růžovým stromkem, džbánem jahod, vybraným ovocem a mramorovou bustou Pana je datovaná rokem 1655. Obraz je v Ermitáži v Petrohradě. Některá jeho díla jsou uložena v Royal Museums of Fine Arts v Bruselu. Zátiší z roku 1645 s ovocem a humrem je v galerii Allen Memorial Art Museum v Oberlinu, stát Ohio, USA. Jednoduché zátiší s cínovými poháry lze vidět v Barber Institute v Birminghamu ve Velké Británii.

## Rodina
Jednotlivé členy umělecké dynastie rodiny de Heem lze mnohdy těžko rozeznat, neboť pracovali v podobných stylech. Nejvýraznějším umělcem byl Jan Davidsz. Malířem byl i jeho bratr a jeho dva synové, z nichž zejména Cornelis byl zvláště úspěšný, a dále maloval přinejmenším jeden vnuk od každého syna. Na počátku této rodinné dynastie umělců je málo známý Janův otec David de Heem starší (1570–1631) a jeho bratr. Tento neznámý bratr měl syna Jana či Johannese de Heem (c. 1603 – † pravděpodobně po roce 1659), malíře zátiší, květin a ovoce. David de Heem starší měl dva syny, také malíře: Jana Davidsze. de Heem (1606 – † před 26. dubnem 1684) a David Davidsz. de Heem (1610 – † po 1669). Jan Davidsz. de Heem měl tři syny, všechny malíře; z prvního manželství: David Janszoon de Heem (29. listopadu 1628 – †?), Cornelis de Heem (1631–1695) z druhého manželství Jan de Heem (1650 – †?). Cornelis de Heem měl jednoho syna, který byl malíř: David Corneliszoon de Heem (1663–1718).

## Galerie

Jan Davidsz. de Heem – obrazy
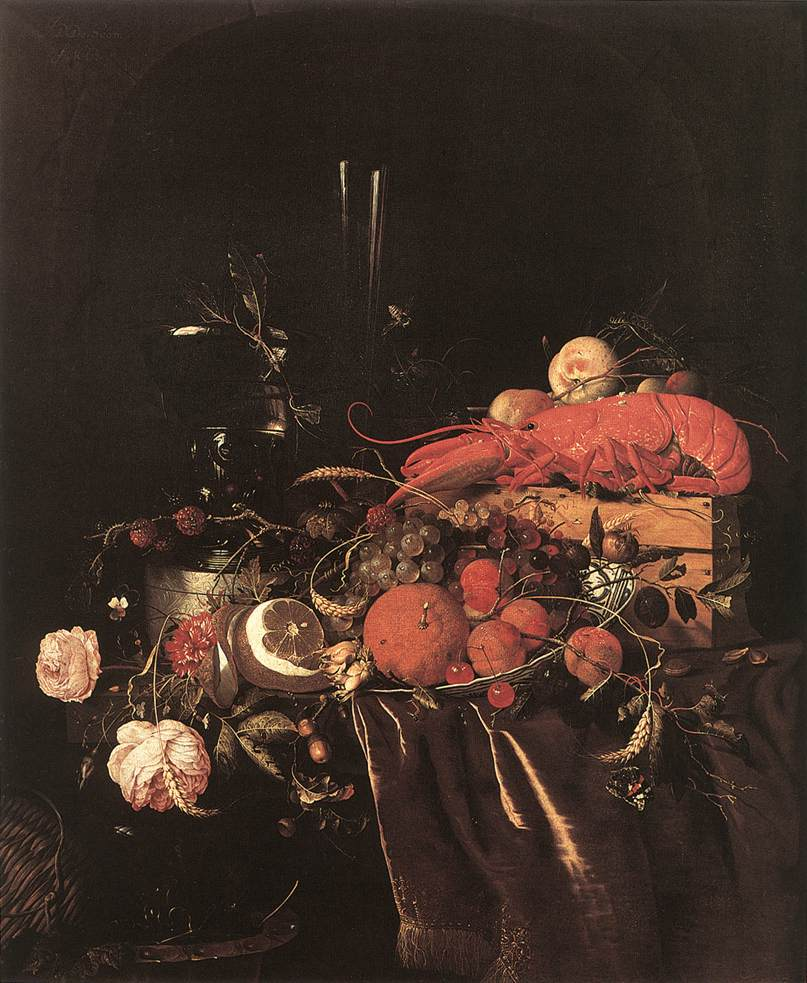
Zátiší s ovocem, květinami, brýlemi a humrem, 1660
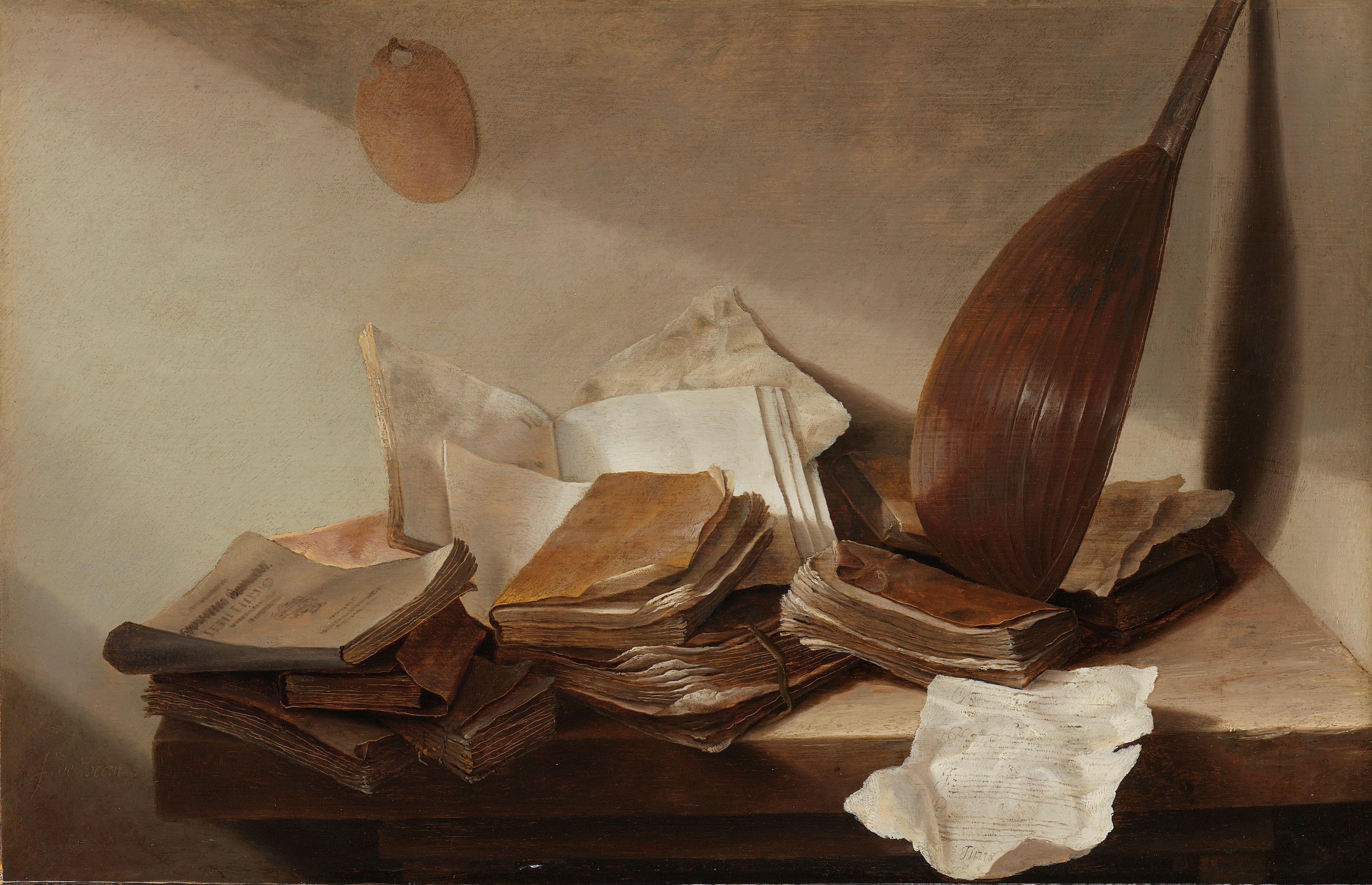
Zátiší s knihami a houslemi, 1628
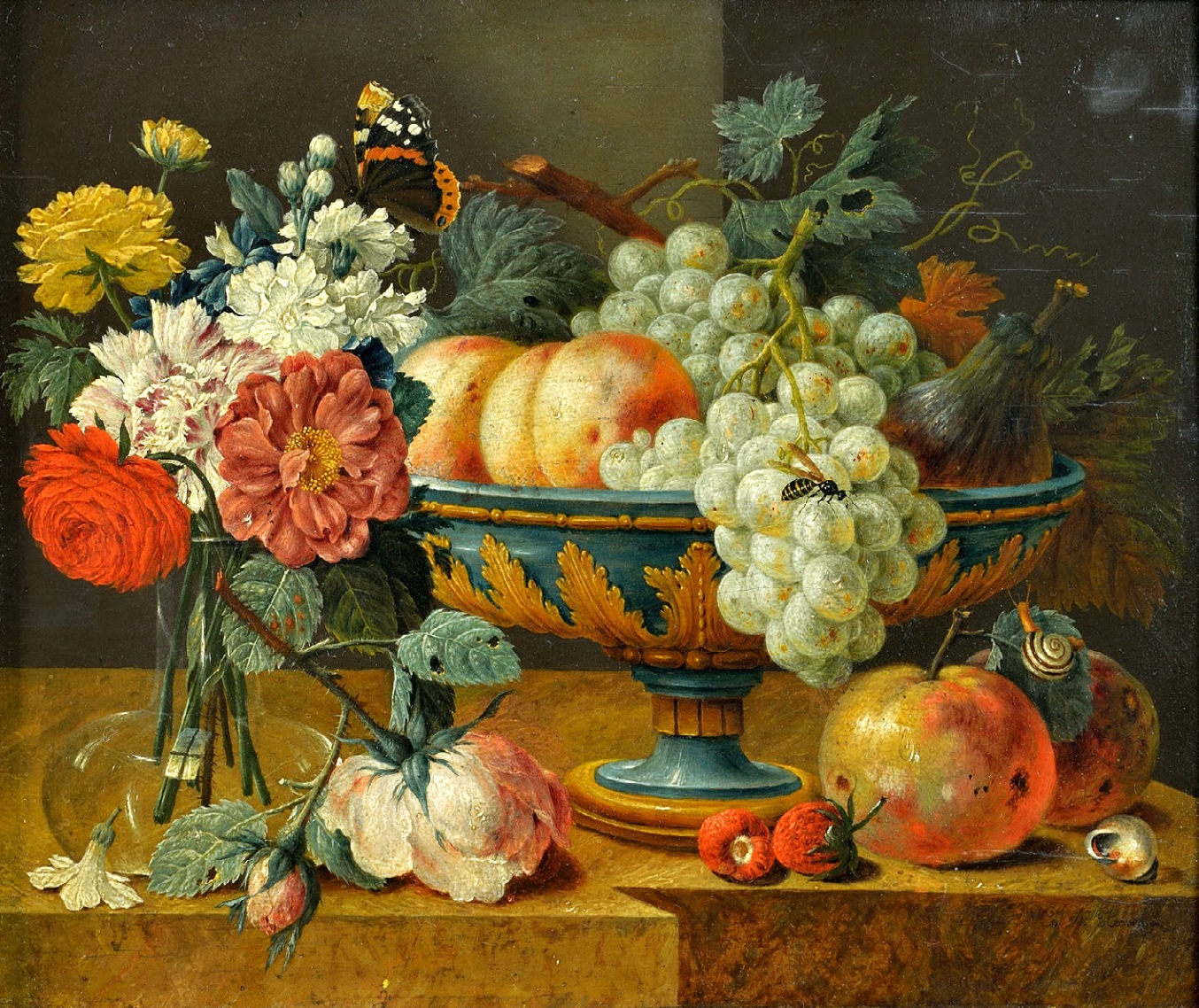
Mísa s ovocem a květiny, první pol. 17. stol.
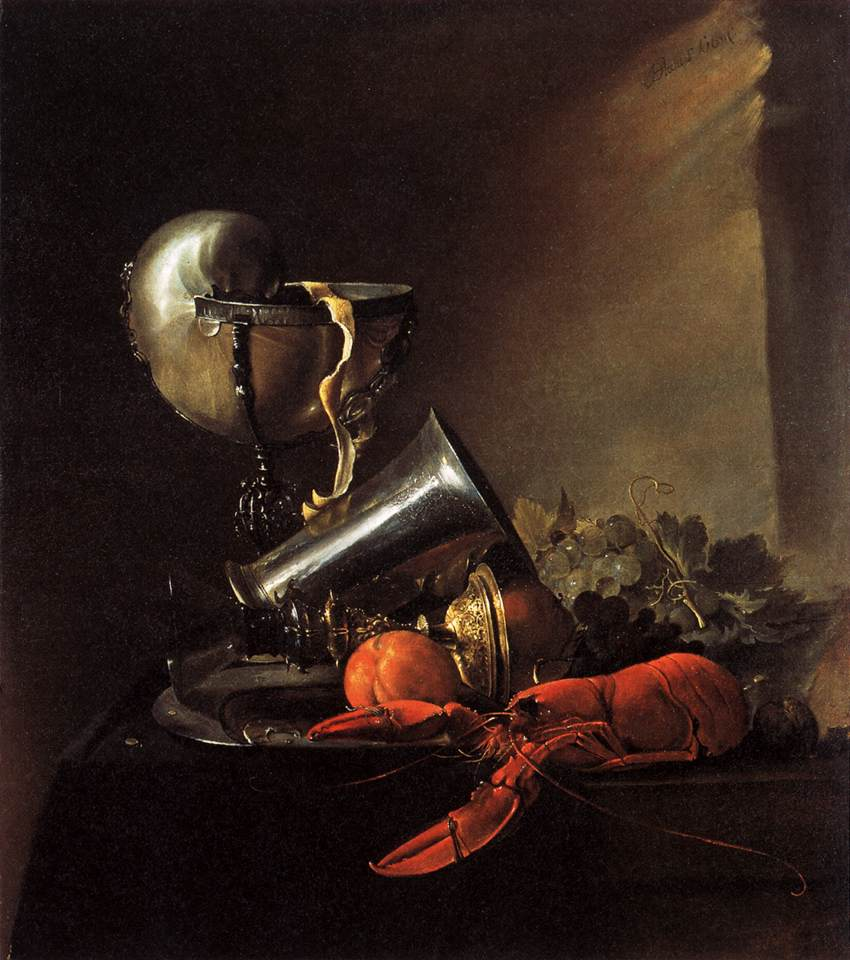
Zátiší s humrem, 1634
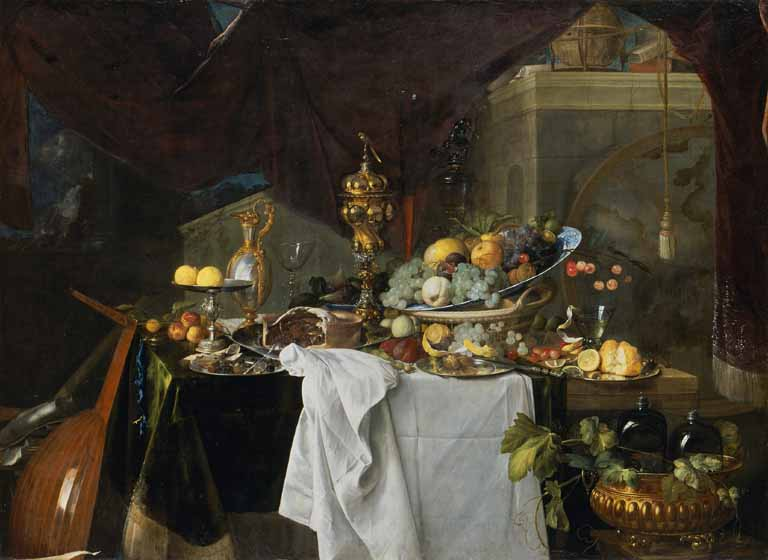
Prostřený stůl, 1640
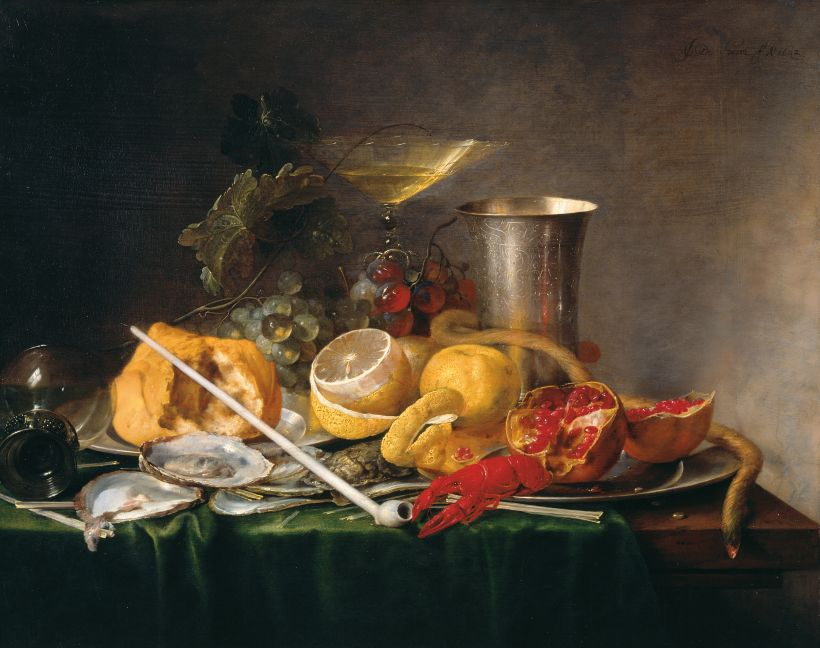
Zátiší, snídaně se šampaňským a dýmkou, 1642
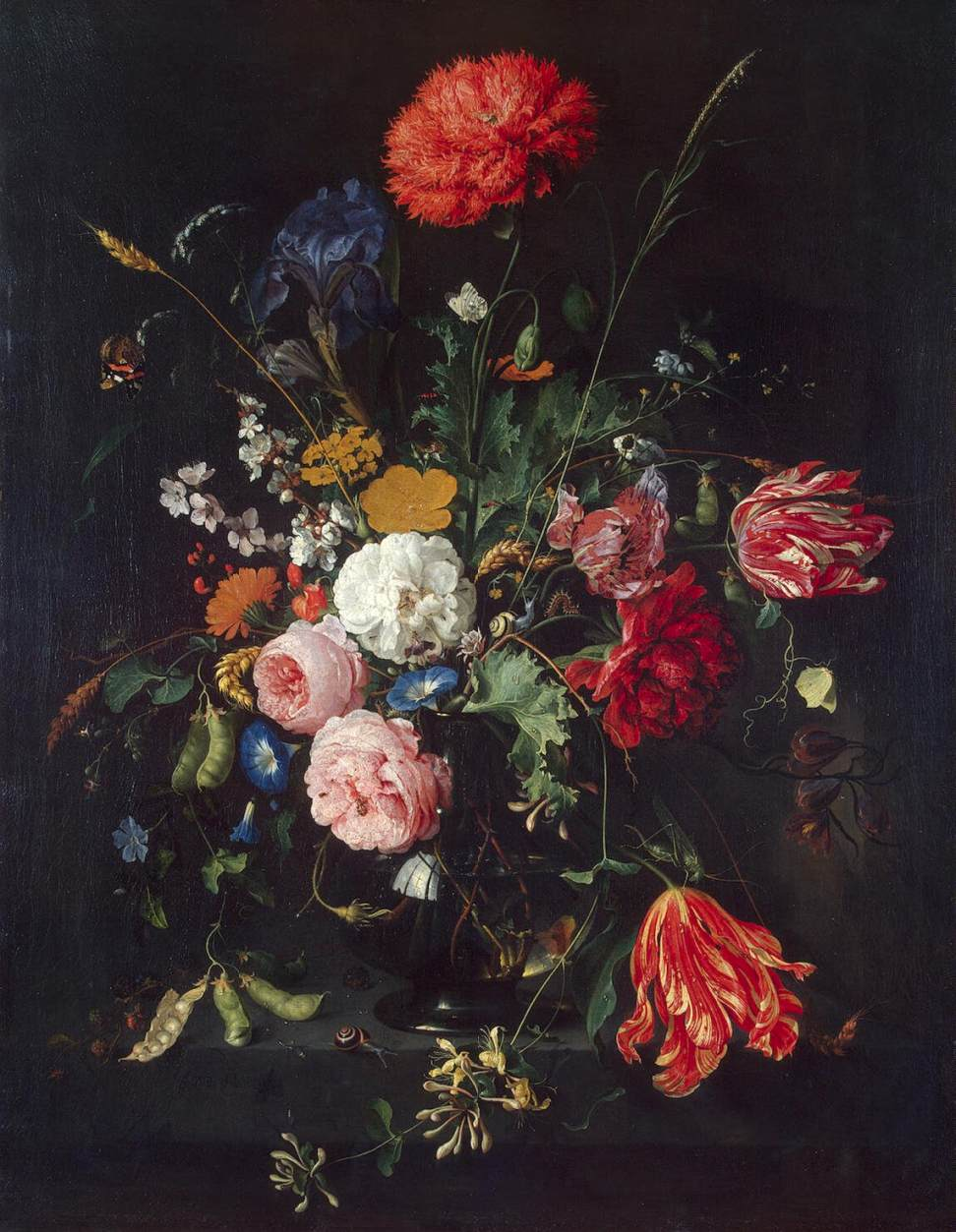
Květiny ve váze, kdysi součástí sbírky hraběte Jana Karla Cobenzla v Bruselu, v roce 1768 zakoupeno Kateřinou Velikou, nyní v Ermitáži
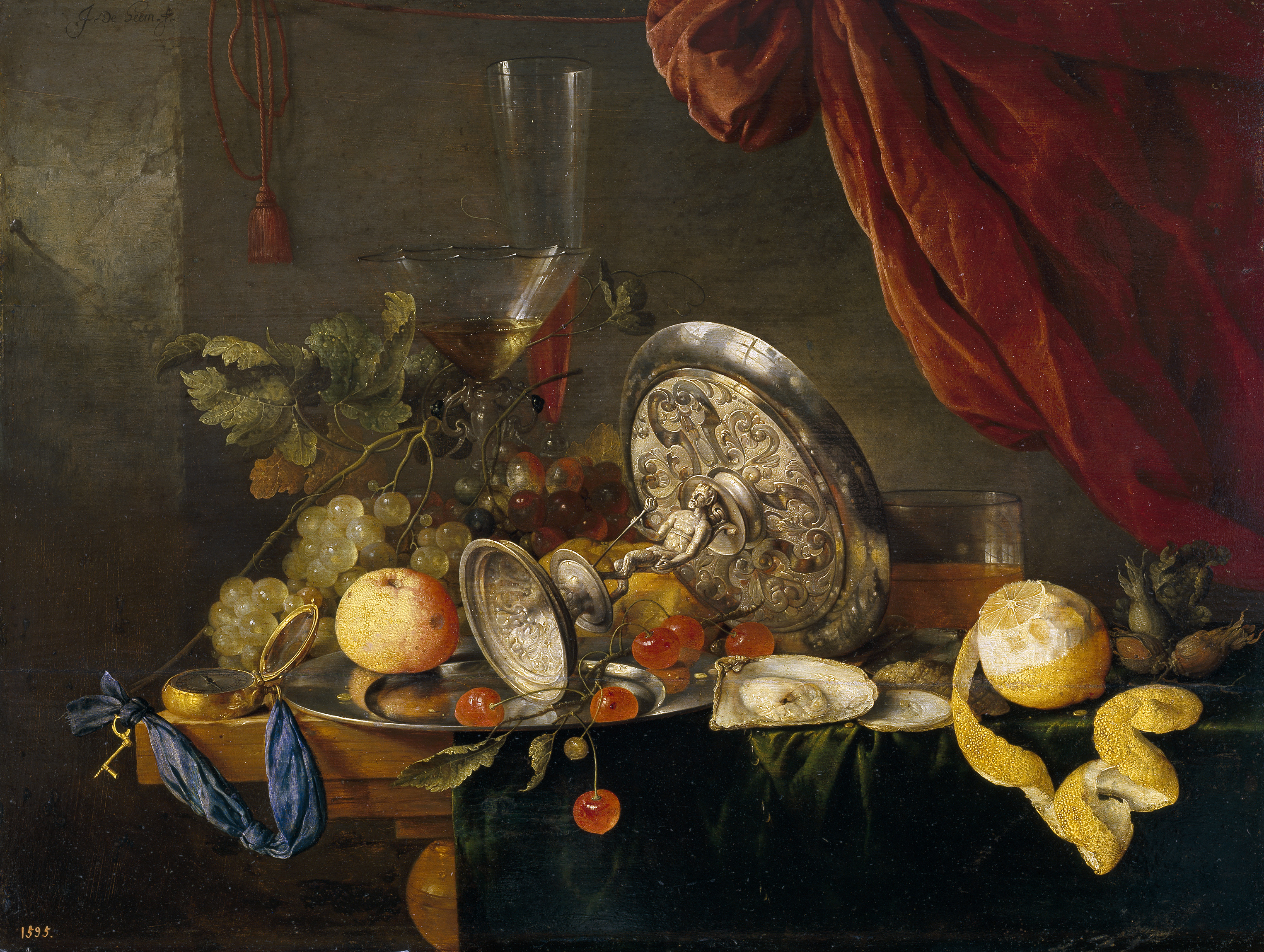
Tabule
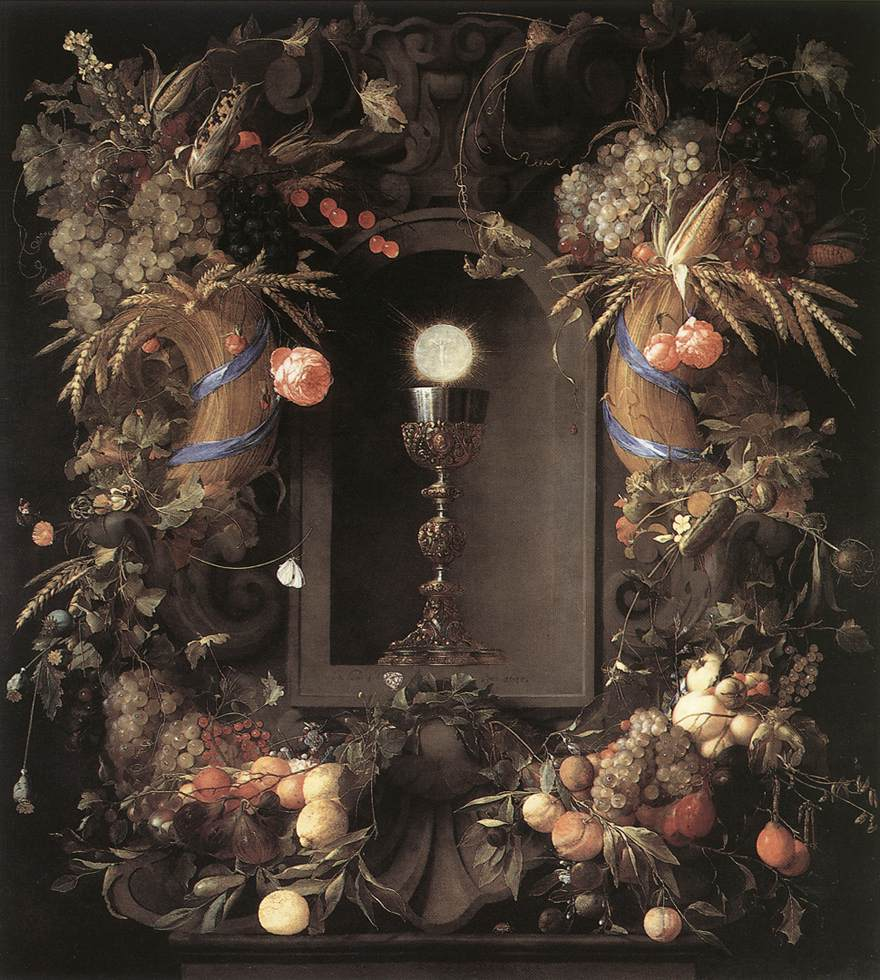
Eucharistie v ovocném věnci, 1648
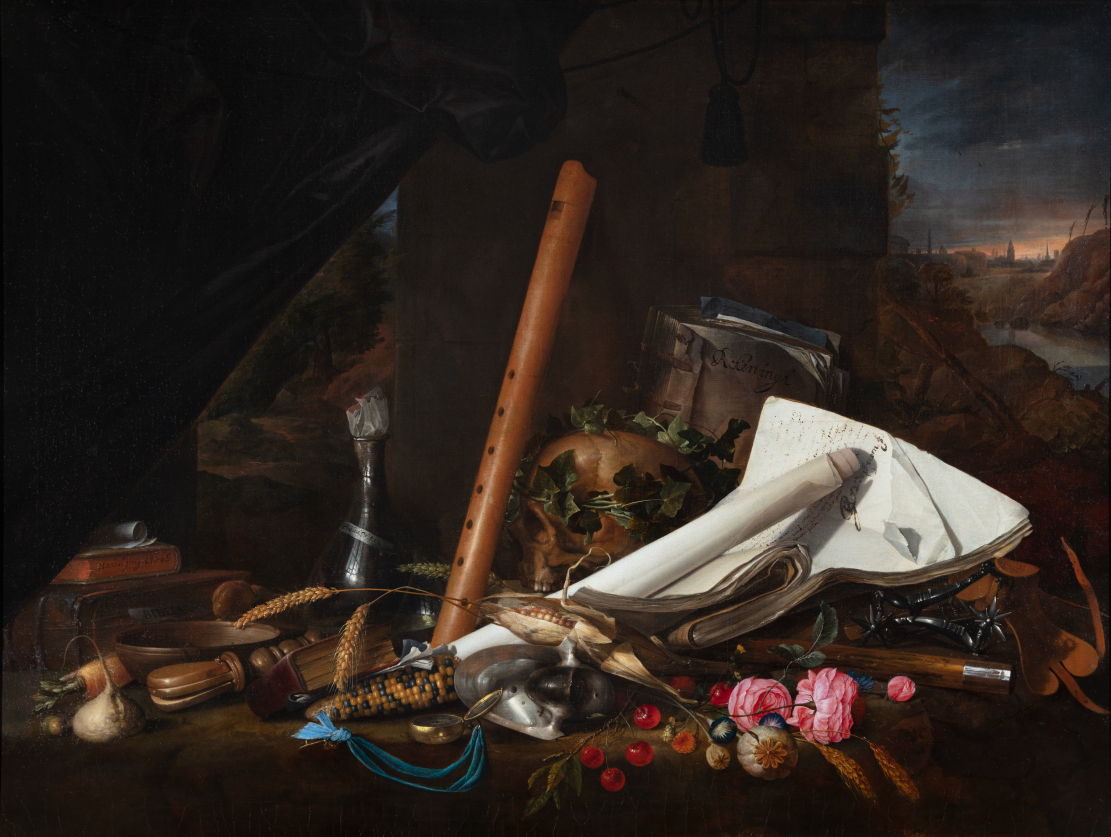
Vanitas, 1660